# صمام شمسي

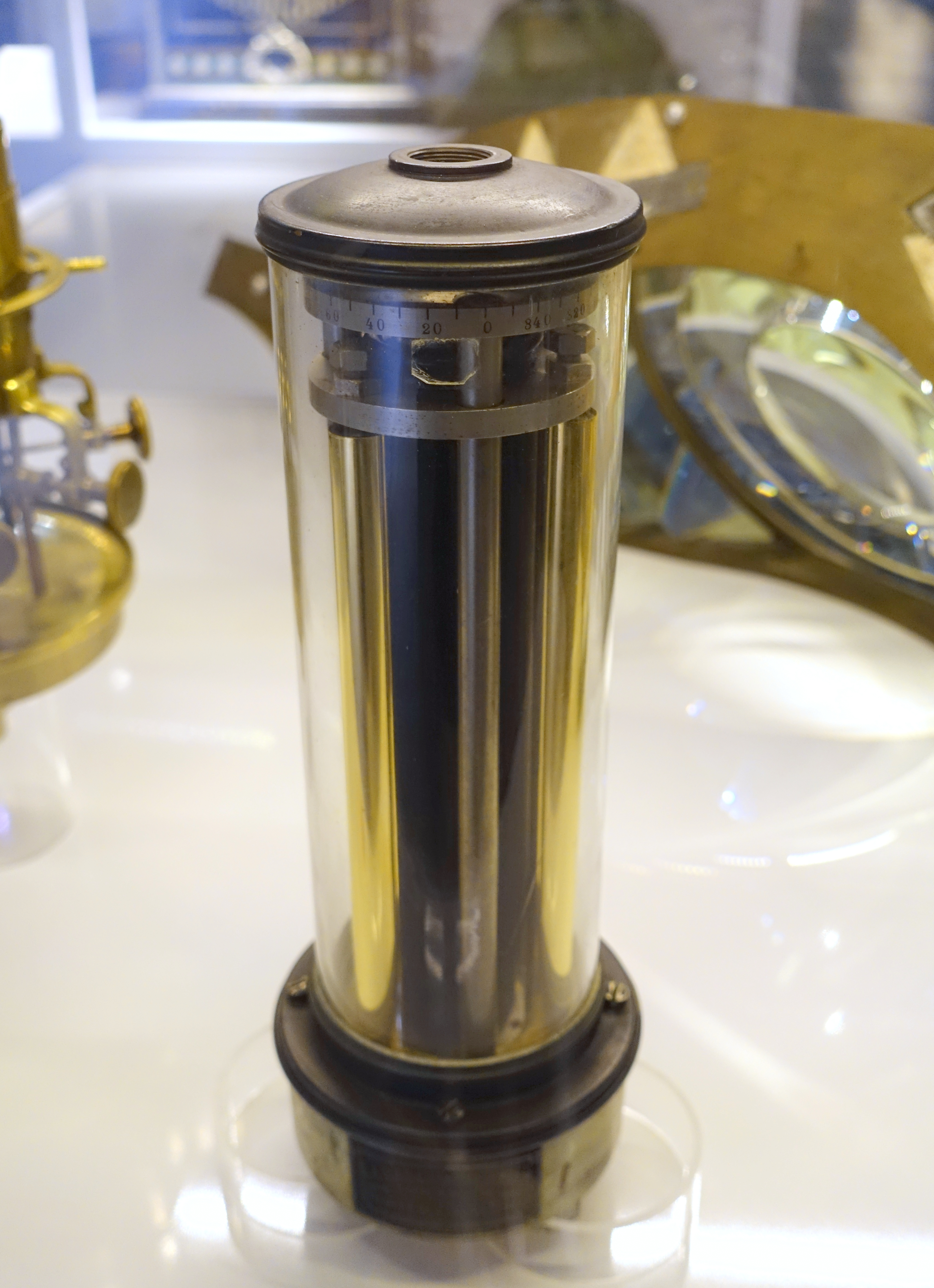
صمام شمسي (TM34299) صممه غوستاف دالين، عام 1912، المتحف الفني في ستوكهولم.

الصمام الشمسي هو صمام تحكم في التدفق الذي يقوم بإيقاف تدفق الغاز تلقائيًا أثناء ضوء النهار. حصل مخترعه غوستاف دالين عام 1912 على جائزة نوبل في الفيزياء. كان الصمام هو المكون الأساسي لضوء دالين المستخدم في المنارات من القرن العشرين حتى الستينيات، وفي ذلك الوقت كانت الإضاءة الكهربائية مسيطرة. شكك مهندسون بارزون، مثل توماس أديسون، في إمكانية عمل الجهاز. طلب مكتب براءات الاختراع الألماني مظاهرة قبل الموافقة على طلب البراءة.

## التصميم
يتم التحكم في الصمام بواسطة أربعة قضبان معدنية محاطة في أنبوب زجاجي. يحيط بالقضيب المركزي الذي يتم أسوداده القضبان الثلاثة المصقولة. عندما تسقط أشعة الشمس على جميع القضبان، تسمح الحرارة الممتصة للشمس بتوسيع القضيب المظلم بشكل غير متساوٍ لقطع إمدادات الغاز. بعد غروب الشمس، يبرد القضيب المركزي، ليصبح بنفس طول القضبان المصقولة وفتح إمدادات الغاز. يضيء الغاز بواسطة ضوء تجريبي صغير دائم الاشتعال.

## جودة الجهاز
أثبت نظام دالين لإضاءة الأسيتيلين للملاحة البحرية أنه موثوق للغاية، كما يتضح من المنارة في جزيرة تشومبي قبالة زنجبار. تم بناء هذه المنارة في عام 1904 وتحويلها إلى عملية أوتوماتيكية لغاز الأسيتيلين غير المأهولة في عام 1926. وظلت تركيبة إضاءة الأستيلين، التي يسيطر عليها صمام الشمس، قيد الاستخدام حتى تم تحويل المنارة إلى نظام يعمل بالطاقة الشمسية (نظام ضوئي) في عام 2013.